# Étoile du Congo
L'Étoile du Congo est un club omnisports congolais basé à Brazzaville.

## Histoire
Le club de l'Étoile du Congo est né du désintéressement de la jeunesse du club de football de La Renaissance de Poto-Poto (un village constituant aujourd'hui le 3e arrondissement de Brazzaville), crée dans les années 1930 par les missionnaires catholiques. La relève tardant à venir, les anciens décident de créer l'Étoile du Congo tandis que les espoirs restent La Renaissance.

## Palmarès

### Football
- Championnat du Congo de football : (11)
  - Champion : 1967, 1978, 1979, 1980, 1983, 1985, 1987, 1989, 2000, 2001, 2006

- Coupe du Congo de football : (6)
  - Vainqueur : 1983, 1995, 2000, 2002, 2006, 2019
  - Finaliste : 1992, 2001

- Supercoupe du Congo de football : (2)
  - Vainqueur : 1995, 2019

### Handball

#### Femmes
Compétitions internationales
- Coupe des clubs champions : (4)
  - Vainqueur : 1985, 1986, 1990, 1994[2]
  - Finaliste : 1984
  - Troisième : 1987, 1992, 1993 et 1995
- Coupe des vainqueurs de coupe
  - Finaliste : 1998
- Supercoupe d'Afrique : (1)
  - Vainqueur : 1995

Compétitions nationales
- Championnat du Congo :
  - Vainqueur (21) : 1974, 1976, 1977, 1980, 1983, 1984, 1985, 1986, 1988, 1989, 1990, 1991, 1992, 1993, 1994, 1995, 1996, 1998, 2000, 2001, 2014

CARA 1978, 1979, 1982, 1999, 2002, 2005, 2007, 2011
- Coupe du Congo
  - Vainqueur : au moins 2021[3]

#### Hommes
Compétitions internationales
- Ligue des champions
  - Troisième : 2000
- Coupe des vainqueurs de coupe
  - Troisième : 1998

Compétitions nationales
- Championnat du Congo :
  - Vainqueur : 1976[pas clair], 1992, 1993, 1994, 1995, 1996, 1997, 1998, 1999, 2000, 2002, 2005, 2006[4], 2007, 2011, 2012, 2013, 2014[5], 2019[6]
- Coupe du Congo :
  - Vainqueur : au moins 2021[3]

## Personnalités liés au club

### Anciens joueurs de football
- Jean-Michel Mbono
- Jean-Jacques N'Domba
- Fabrice Ondama
- Franchel Ibara
- Geovany Ipami

### Anciens entraîneurs de football
- Nicolas Burcéa (2006-07)
- Benoît Kokolo
- Cyr Ébina (?-décembre 2013)
- Baudouin Lofombo (décembre 2013-2014)[7]
- Elie Rogger (février 2016 à décembre 2016)
- Barthelemy Ngatsono (janvier-mars 2017)

### Ancienes joueuses de handball
Parmi les joueuses victorieuses de la Coupe des clubs champions en 1985, 1986, 1990, 1994, on trouve :
- Solange Koulinka,
- Gisèle Gassy,
- Linda Noumazalaye,
- Eugenie Atipo,
- Annie Akiera,
- Micheline Okemba,
- Marie Moussoki,
- Clarisse Opondzo,
- Yvonne Makouala (pl).